# Stanisław Magkiejew
Stanisław Albiertowicz Magkiejew (ros. Станислав Альбертович Магкеев, ur. 27 marca 1997 we Władykaukazie) – rosyjski piłkarz grający na pozycji pomocnika w rosyjskim klubie Lokomotiw Moskwa.

## Sukcesy

### Klubowe
Lokomotiw Moskwa
- Zdobywca Pucharu Rosji: 2018/2019, 2020/2021
- Zdobywca Superpucharu Rosji: 2019